# Canoagem nos Jogos Pan-Americanos de 2015 - K-2 1000 m masculino
A competição do K-2 1000 metros masculino foi um dos eventos da canoagem nos Jogos Pan-Americanos de 2015. Foi disputada na  Welland Pan Am Flatwater Centre, em Welland, no dia 13 de julho.

## Calendário
Horário local (UTC-4).
| Data        | Horário | Fase  |
| ----------- | ------- | ----- |
| 13 de julho | 10:55   | Final |

## Medalhistas
| Ouro   | CUB Jorge García e Reinier Torres                       |
| Prata  | ARG Pablo de Torres e Gonzalo Carreras                  |
| Bronze | BRA Celso Dias De Oliveira Junior e Vagner Junior Souta |

## Resultados

### Final
| Pos.              | Canoísta                                          | Nacionalidade      | Tempo    | Notas |
| ----------------- | ------------------------------------------------- | ------------------ | -------- | ----- |
| Medalha de ouro   | Jorge García Reinier Torres                       | CUB Cuba           | 3:25.932 |       |
| Medalha de prata  | Pablo de Torres Gonzalo Carreras                  | ARG Argentina      | 3:27.240 |       |
| Medalha de bronze | Celso Dias De Oliveira Junior Vagner Junior Souta | BRA Brasil         | 3:30.104 |       |
| 4                 | Javier López Jesus Valdez                         | MEX México         | 3:30.560 |       |
| 5                 | Brady Reardon Andrew Jessop                       | CAN Canadá         | 3:30.726 |       |
| 6                 | Julian Cabrera Matias Otero                       | URU Uruguai        | 3:34.066 |       |
| 7                 | Christopher Miller Stanton Collins                | USA Estados Unidos | 3:35.599 |       |